# Harvey Mason
Harvey Mason (* 22. února 1947) je americký jazzový bubeník. První album pod svým jménem Marching in the Street vydal roku 1976 a v následujících letech vydal řadu dalších alb. Od roku 1991 je členem skupiny Fourplay. Během své kariéry spolupracoval s mnoha dalšími hudebníky, mezi které patří George Benson, Chet Atkins, Herb Alpert, Herbie Hancock, Donald Byrd nebo Miles Davis. Jeho synem je hudební producent Harvey Mason, Jr.